# Freestyle-Skiing-Weltcup 2016/17
Die Saison 2016/17 des von der FIS veranstalteten Freestyle-Skiing-Weltcups begann am 2. September 2016 im chilenischen El Colorado und endet am 26. März 2017 in Voss. Ausgetragen werden Wettbewerbe in den Disziplinen Aerials (Springen), Moguls (Buckelpiste), Dual Moguls (Parallel-Buckelpiste), Skicross, Halfpipe, Slopestyle und Big Air.

## Männer

### Weltcupwertungen
| Rang | Name                  | Punkte |
| ---- | --------------------- | ------ |
| 01   | Mikaël Kingsbury      | 92,73  |
| 02   | Henrik Harlaut        | 65,67  |
| 03   | Qi Guangpu            | 62,86  |
| 04   | Jean-Frédéric Chapuis | 54,50  |
| 05   | Benjamin Cavet        | 52,18  |
| 06   | Brady Leman           | 51,50  |
| 07   | Matt Graham           | 50,36  |
| 08   | Kévin Rolland         | 47,80  |
| 09   | Benoît Valentin       | 47,00  |
| 10   | Mac Bohonnon          | 46,86  |

| Rang | Name              | Punkte | Siege |
| ---- | ----------------- | ------ | ----- |
| 01   | Qi Guangpu        | 440    | 2     |
| 02   | Mac Bohonnon      | 328    | 0     |
| 03   | Anton Kuschnir    | 308    | 2     |
| 04   | Zhou Hang         | 296    | 1     |
| 05   | Maxim Huszik      | 275    | 0     |
| 06   | Wang Xindi        | 260    | 1     |
| 07   | Maxim Burow       | 255    | 0     |
| 08   | Jonathon Lillis   | 200    | 0     |
| 09   | Stanislaw Nikitin | 185    | 0     |
| 010  | Alex Bowen        | 178    | 0     |

| Rang | Name                   | Punkte | Siege |
| ---- | ---------------------- | ------ | ----- |
| 01   | Mikaël Kingsbury       | 1020   | 9     |
| 02   | Benjamin Cavet         | 574    | 0     |
| 03   | Matt Graham            | 554    | 1     |
| 04   | Philippe Marquis       | 499    | 0     |
| 05   | Dmitri Reicherd        | 372    | 1     |
| 06   | Troy Murphy            | 302    | 0     |
| 07   | Bradley Wilson         | 287    | 0     |
| 08   | Brodie Summers         | 279    | 0     |
| 09   | Marc-Antoine Gagnon    | 256    | 0     |
| 10   | Simon Pouliot-Cavanagh | 238    | 0     |

| Rang | Name                  | Punkte | Siege |
| ---- | --------------------- | ------ | ----- |
| 01   | Jean-Frédéric Chapuis | 763    | 4     |
| 02   | Brady Leman           | 721    | 2     |
| 03   | Alex Fiva             | 639    | 3     |
| 04   | Filip Flisar          | 525    | 2     |
| 05   | Armin Niederer        | 489    | 1     |
| 06   | Marc Bischofberger    | 440    | 0     |
| 07   | Christoph Wahrstötter | 367    | 0     |
| 08   | Kevin Drury           | 359    | 0     |
| 09   | Jonas Devouassoux     | 353    | 0     |
| 10   | Viktor Andersson      | 331    | 0     |

| Rang | Name                | Punkte | Siege |
| ---- | ------------------- | ------ | ----- |
| 01   | Kévin Rolland       | 239    | 1     |
| 02   | Benoît Valentin     | 235    | 0     |
| 03   | Aaron Blunck        | 219    | 0     |
| 04   | Torin Yater-Wallace | 218    | 2     |
| 05   | Taylor Seaton       | 182    | 0     |
| 06   | Alex Ferreira       | 172    | 1     |
| 07   | Joel Gisler         | 124    | 0     |
| 08   | Noah Bowman         | 118    | 0     |
| 09   | David Wise          | 109    | 0     |
| 10   | Gus Kenworthy       | 106    | 0     |

| Rang | Name            | Punkte | Siege |
| ---- | --------------- | ------ | ----- |
| 01   | McRae Williams  | 180    | 1     |
| 02   | Andri Ragettli  | 172    | 1     |
| 03   | Colin Wili      | 144    | 0     |
| 04   | Jesper Tjäder   | 136    | 0     |
| 05   | Teal Harle      | 135    | 1     |
| 06   | Alex Bellemare  | 131    | 0     |
| 07   | James Woods     | 121    | 0     |
| 08   | Russell Henshaw | 103    | 0     |
| 09   | Colby Stevenson | 100    | 1     |
| 10   | Nick Goepper    | 95     | 0     |

| Rang | Name                     | Punkte | Siege |
| ---- | ------------------------ | ------ | ----- |
| 01   | Henrik Harlaut           | 394    | 2     |
| 02   | Birk Ruud                | 251    | 1     |
| 03   | Øystein Bråten           | 242    | 0     |
| 04   | Kai Mahler               | 240    | 2     |
| 05   | Christian Nummedal       | 229    | 1     |
| 06   | Eirik Sæterøy            | 187    | 0     |
| 07   | Felix Stridsberg-Usterud | 174    | 0     |
| 08   | Luca Schuler             | 166    | 0     |
| 09   | Antoine Adelisse         | 161    | 0     |
| 10   | Andri Ragettli           | 155    | 0     |

### Podestplätze

#### Aerials
| Datum      | Ort          | 1. Platz       | 2. Platz             | 3. Platz                |
| ---------- | ------------ | -------------- | -------------------- | ----------------------- |
| 17.12.2016 | Beida Lake   | Anton Kuschnir | Qi Guangpu           | Zhou Hang               |
| 18.12.2016 | Beida Lake   | Qi Guangpu     | Liu Zhongqing        | Wang Xindi Maxim Huszik |
| 14.01.2017 | Lake Placid  | Anton Kuschnir | Mac Bohonnon         | Maxim Burow             |
| 03.02.2017 | Deer Valley  | Qi Guangpu     | Stanislau Hladchenko | Stanislaw Nikitin       |
| 10.02.2017 | Phoenix Park | Anton Kuschnir | Qi Guangpu           | Mac Bohonnon            |
| 25.02.2017 | Minsk        | Wang Xindi     | Qi Guangpu           | Zhou Hang               |
| 04.03.2017 | Moskau       | Zhou Hang      | Maxim Huszik         | Maxim Burow             |

#### Moguls
| Datum      | Ort            | Disziplin   | 1. Platz         | 2. Platz            | 3. Platz         |
| ---------- | -------------- | ----------- | ---------------- | ------------------- | ---------------- |
| 10.12.2016 | Ruka           | Moguls      | Mikaël Kingsbury | Matt Graham         | Benjamin Cavet   |
| 13.01.2017 | Lake Placid    | Moguls      | Dmitri Reicherd  | Benjamin Cavet      | Bradley Wilson   |
| 21.01.2017 | Val Saint-Côme | Moguls      | Mikaël Kingsbury | Sacha Theocharis    | Walter Wallberg  |
| 28.01.2017 | Calgary        | Moguls      | Matt Graham      | Mikaël Kingsbury    | Benjamin Cavet   |
| 02.02.2017 | Deer Valley    | Moguls      | Mikaël Kingsbury | Benjamin Cavet      | Philippe Marquis |
| 04.02.2017 | Deer Valley    | Dual Moguls | Mikaël Kingsbury | Marc-Antoine Gagnon | Brodie Summers   |
| 11.02.2017 | Phoenix Park   | Moguls      | Mikaël Kingsbury | Dmitri Reicherd     | Philippe Marquis |
| 18.02.2017 | Tazawako       | Moguls      | Mikaël Kingsbury | Philippe Marquis    | Benjamin Cavet   |
| 19.02.2017 | Tazawako       | Dual Moguls | Mikaël Kingsbury | Benjamin Cavet      | Matt Graham      |
| 25.02.2017 | Thaiwoo        | Moguls      | Mikaël Kingsbury | Brodie Summers      | Matt Graham      |
| 26.02.2017 | Thaiwoo        | Dual Moguls | Mikaël Kingsbury | Marco Tadé          | Bradley Wilson   |

#### Skicross
| Datum      | Ort           | 1. Platz              | 2. Platz              | 3. Platz              |
| ---------- | ------------- | --------------------- | --------------------- | --------------------- |
| 09.12.2016 | Val Thorens   | Jean-Frédéric Chapuis | Sylvain Miaillier     | Victor Öhling Norberg |
| 10.12.2016 | Val Thorens   | Alex Fiva             | Brady Leman           | Viktor Andersson      |
| 13.12.2016 | Arosa         | Romain Détraz         | Brady Leman           | Jean-Frédéric Chapuis |
| 17.12.2016 | Montafon      | Jean-Frédéric Chapuis | Jonas Devouassoux     | Marc Bischofberger    |
| 21.12.2016 | Innichen      | Filip Flisar          | Tim Hronek            | Alex Fiva             |
| 22.12.2016 | Innichen      | Filip Flisar          | Christoph Wahrstötter | Arnaud Bovolenta      |
| 14.01.2017 | Watles        | Armin Niederer        | Brady Leman           | Jean-Frédéric Chapuis |
| 15.01.2017 | Watles        | Alex Fiva             | Brady Leman           | Armin Niederer        |
| 04.02.2017 | Feldberg      | Jean-Frédéric Chapuis | Brady Leman           | Alex Fiva             |
| 05.02.2017 | Feldberg      | Jean-Frédéric Chapuis | Filip Flisar          | Alex Fiva             |
| 11.02.2017 | Idre          | Alex Fiva             | Marc Bischofberger    | Igor Omelin           |
| 12.02.2017 | Idre          | Brady Leman           | Arnaud Bovolenta      | Jonas Devouassoux     |
| 25.02.2017 | Sunny Valley  | Arnaud Bovolenta      | Tim Hronek            | Daniel Bohnacker      |
| 05.03.2017 | Blue Mountain | Brady Leman           | Christopher Del Bosco | Filip Flisar          |

#### Halfpipe
| Datum      | Ort             | 1. Platz            | 2. Platz        | 3. Platz        |
| ---------- | --------------- | ------------------- | --------------- | --------------- |
| 17.12.2016 | Copper Mountain | Kévin Rolland       | Benoît Valentin | Aaron Blunck    |
| 04.02.2017 | Mammoth         | Torin Yater-Wallace | Gus Kenworthy   | Taylor Seaton   |
| 18.02.2017 | Phoenix Park    | Torin Yater-Wallace | Aaron Blunck    | Benoît Valentin |
| 07.03.2017 | Tignes          | Alex Ferreira       | Taylor Seaton   | Kévin Rolland   |

#### Slopestyle
| Datum      | Ort        | 1. Platz            | 2. Platz            | 3. Platz               |
| ---------- | ---------- | ------------------- | ------------------- | ---------------------- |
| 14.01.2017 | Font Romeu | McRae Williams      | Jesper Tjäder       | Alex Bellemare         |
| 28.02.2017 | Seiser Alm | Colby Stevenson     | Colin Wili          | Russell Henshaw        |
| 05.02.2017 | Mammoth    | Wettkampf abgesagt. | Wettkampf abgesagt. | Wettkampf abgesagt.    |
| 12.02.2017 | Québec     | Andri Ragettli      | James Woods         | Alex Beaulieu-Marchand |
| 04.03.2017 | Silvaplana | Teal Harle          | McRae Williams      | Gus Kenworthy          |

#### Big Air
| Datum      | Ort             | 1. Platz           | 2. Platz         | 3. Platz                 |
| ---------- | --------------- | ------------------ | ---------------- | ------------------------ |
| 03.09.2016 | El Colorado     | Henrik Harlaut     | Fabian Bösch     | Luca Schuler             |
| 11.11.2016 | Mailand         | Kai Mahler         | Øystein Bråten   | Eirik Sæterøy            |
| 02.12.2016 | Mönchengladbach | Henrik Harlaut     | Luca Schuler     | Eirik Sæterøy            |
| 11.02.2017 | Québec          | Kai Mahler         | Henrik Harlaut   | Andri Ragettli           |
| 24.03.2017 | Voss            | Christian Nummedal | Birk Ruud        | Ferdinand Dahl           |
| 25.03.2017 | Voss            | Birk Ruud          | Antoine Adelisse | Felix Stridsberg-Usterud |

## Frauen

### Weltcupwertungen
| Rang | Name              | Punkte |
| ---- | ----------------- | ------ |
| 01   | Britteny Cox      | 81,27  |
| 02   | Emma Dahlström    | 75,50  |
| 03   | Marielle Thompson | 74,23  |
| 04   | Marie Martinod    | 72,00  |
| 05   | Xu Mengtao        | 68,57  |
| 06   | Danielle Scott    | 63,86  |
| 07   | Sandra Näslund    | 60,77  |
| 08   | Silvia Bertagna   | 60,00  |
| 09   | Perrine Laffont   | 59,55  |
| 10   | Sarah Höfflin     | 56,20  |

| Rang | Name                 | Punkte |
| ---- | -------------------- | ------ |
| 01   | Xu Mengtao           | 480    |
| 02   | Danielle Scott       | 447    |
| 03   | Lydia Lassila        | 354    |
| 04   | Shen Xiaoxue         | 240    |
| 05   | Ljubow Nikitina      | 240    |
| 06   | Laura Peel           | 233    |
| 07   | Kristina Spiridonowa | 233    |
| 08   | Alexandra Orlowa     | 228    |
| 09   | Kiley McKinnon       | 219    |
| 10   | Ashley Caldwell      | 218    |

| Rang | Name                    | Punkte |
| ---- | ----------------------- | ------ |
| 01   | Britteny Cox            | 894    |
| 02   | Perrine Laffont         | 655    |
| 03   | Justine Dufour-Lapointe | 596    |
| 04   | Andi Naude              | 470    |
| 05   | Chloé Dufour-Lapointe   | 440    |
| 06   | Keaton McCargo          | 337    |
| 07   | Jaelin Kauf             | 328    |
| 08   | Audrey Robichaud        | 315    |
| 09   | Maxime Dufour-Lapointe  | 271    |
| 10   | Regina Rachimowa        | 263    |

| Rang | Name                      | Punkte |
| ---- | ------------------------- | ------ |
| 01   | Marielle Thompson         | 965    |
| 02   | Sandra Näslund            | 790    |
| 03   | Fanny Smith               | 683    |
| 04   | Heidi Zacher              | 656    |
| 05   | Ophélie David             | 469    |
| 06   | Marte Høie Gjefsen        | 443    |
| 07   | Katrin Ofner              | 411    |
| 08   | Karolina Riemen-Żerebecka | 398    |
| 09   | Marielle Berger Sabbatel  | 388    |
| 10   | Brittany Phelan           | 382    |

| Rang | Name                | Punkte |
| ---- | ------------------- | ------ |
| 01   | Marie Martinod      | 360    |
| 02   | Ayana Onozuka       | 250    |
| 03   | Annalisa Drew       | 225    |
| 04   | Cassie Sharpe       | 185    |
| 05   | Maddie Bowman       | 156    |
| 06   | Devin Logan         | 141    |
| 07   | Brita Sigourney     | 133    |
| 08   | Sabrina Cakmakli    | 99     |
| 09   | Rosalind Groenewoud | 96     |
| 10   | Janina Kuzma        | 87     |

| Rang | Name              | Punkte |
| ---- | ----------------- | ------ |
| 01   | Sarah Höfflin     | 281    |
| 02   | Johanne Killi     | 280    |
| 03   | Coline Ballet-Baz | 196    |
| 04   | Isabel Atkin      | 182    |
| 05   | Emma Dahlström    | 176    |
| 06   | Mathilde Gremaud  | 172    |
| 07   | Tess Ledeux       | 166    |
| 08   | Katie Summerhayes | 162    |
| 09   | Maggie Voisin     | 158    |
| 10   | Giulia Tanno      | 114    |

| Rang | Name              | Punkte |
| ---- | ----------------- | ------ |
| 01   | Emma Dahlström    | 453    |
| 02   | Silvia Bertagna   | 360    |
| 03   | Mathilde Gremaud  | 225    |
| 04   | Giulia Tanno      | 186    |
| 05   | Kea Kühnel        | 166    |
| 06   | Lisa Zimmermann   | 160    |
| 07   | Sarah Höfflin     | 146    |
| 08   | Tora Johansen     | 110    |
| 09   | Zuzana Stromková  | 109    |
| 10   | Coline Ballet-Baz | 103    |

### Podestplätze

#### Aerials
| Datum      | Ort          | 1. Platz        | 2. Platz       | 3. Platz             |
| ---------- | ------------ | --------------- | -------------- | -------------------- |
| 17.12.2016 | Beida Lake   | Xu Mengtao      | Danielle Scott | Ljubow Nikitina      |
| 18.12.2016 | Beida Lake   | Danielle Scott  | Xu Mengtao     | Samantha Wells       |
| 14.01.2017 | Lake Placid  | Ashley Caldwell | Danielle Scott | Kristina Spiridonowa |
| 03.02.2017 | Deer Valley  | Lydia Lassila   | Kiley McKinnon | Xu Mengtao           |
| 10.02.2017 | Phoenix Park | Xu Mengtao      | Shen Xiaoxue   | Yang Yu              |
| 25.02.2017 | Minsk        | Lydia Lassila   | Danielle Scott | Xu Mengtao           |
| 04.03.2017 | Moskau       | Lydia Lassila   | Xu Mengtao     | Laura Peel           |

#### Moguls
| Datum      | Ort            | Disziplin   | 1. Platz                | 2. Platz                | 3. Platz                |
| ---------- | -------------- | ----------- | ----------------------- | ----------------------- | ----------------------- |
| 10.12.2016 | Ruka           | Moguls      | Britteny Cox            | Perrine Laffont         | Keaton McCargo          |
| 13.01.2017 | Lake Placid    | Moguls      | Britteny Cox            | Perrine Laffont         | Morgan Schild           |
| 21.01.2017 | Val Saint-Côme | Moguls      | Justine Dufour-Lapointe | Andi Naude              | Chloé Dufour-Lapointe   |
| 28.01.2017 | Calgary        | Moguls      | Britteny Cox            | Justine Dufour-Lapointe | Chloé Dufour-Lapointe   |
| 02.02.2017 | Deer Valley    | Moguls      | Morgan Schild           | Justine Dufour-Lapointe | Britteny Cox            |
| 04.02.2017 | Deer Valley    | Dual Moguls | Britteny Cox            | Andi Naude              | Jaelin Kauf             |
| 11.02.2017 | Phoenix Park   | Moguls      | Britteny Cox            | Justine Dufour-Lapointe | Andi Naude              |
| 18.02.2017 | Tazawako       | Moguls      | Britteny Cox            | Perrine Laffont         | Andi Naude              |
| 19.02.2017 | Tazawako       | Dual Moguls | Jaelin Kauf             | Julija Galyschewa       | Olivia Giaccio          |
| 25.02.2017 | Thaiwoo        | Moguls      | Perrine Laffont         | Justine Dufour-Lapointe | Britteny Cox            |
| 26.02.2017 | Thaiwoo        | Dual Moguls | Britteny Cox            | Perrine Laffont         | Justine Dufour-Lapointe |

#### Skicross
| Datum      | Ort           | 1. Platz            | 2. Platz                  | 3. Platz                 |
| ---------- | ------------- | ------------------- | ------------------------- | ------------------------ |
| 09.12.2016 | Val Thorens   | Marielle Thompson   | Fanny Smith               | Sandra Näslund           |
| 10.12.2016 | Val Thorens   | Anna Holmlund       | Sandra Näslund            | Daniela Maier            |
| 13.12.2016 | Arosa         | Marielle Thompson   | Karolina Riemen-Żerebecka | Ophélie David            |
| 17.12.2016 | Montafon      | Marielle Thompson   | Marielle Berger Sabbatel  | Heidi Zacher             |
| 21.12.2016 | Innichen      | Heidi Zacher        | Marielle Thompson         | Georgia Simmerling       |
| 22.12.2016 | Innichen      | Heidi Zacher        | Fanny Smith               | Marielle Berger Sabbatel |
| 14.01.2017 | Watles        | Sandra Näslund      | Georgia Simmerling        | Heidi Zacher             |
| 15.01.2017 | Watles        | Marielle Thompson   | Fanny Smith               | Marielle Berger Sabbatel |
| 04.02.2017 | Feldberg      | Heidi Zacher        | Fanny Smith               | Sandra Näslund           |
| 05.02.2017 | Feldberg      | Wettkampf abgesagt. | Wettkampf abgesagt.       | Wettkampf abgesagt.      |
| 11.02.2017 | Idre          | Sandra Näslund      | Sami Kennedy-Sim          | Katrin Ofner             |
| 12.02.2017 | Idre          | Marielle Thompson   | Sandra Näslund            | Fanny Smith              |
| 25.02.2017 | Sunny Valley  | Marielle Thompson   | Sandra Näslund            | Ophélie David            |
| 05.03.2017 | Blue Mountain | Marielle Thompson   | Sandra Näslund            | Fanny Smith              |

#### Halfpipe
| Datum      | Ort             | 1. Platz       | 2. Platz      | 3. Platz       |
| ---------- | --------------- | -------------- | ------------- | -------------- |
| 17.12.2016 | Copper Mountain | Marie Martinod | Annalisa Drew | Devin Logan    |
| 04.02.2017 | Mammoth         | Marie Martinod | Maddie Bowman | Ayana Onozuka  |
| 18.02.2017 | Phoenix Park    | Marie Martinod | Devin Logan   | Ayana Onozuka  |
| 07.03.2017 | Tignes          | Cassie Sharpe  | Ayana Onozuka | Marie Martinod |

#### Slopestyle
| Datum      | Ort        | 1. Platz      | 2. Platz          | 3. Platz              |
| ---------- | ---------- | ------------- | ----------------- | --------------------- |
| 14.01.2017 | Font Romeu | Tess Ledeux   | Johanne Killi     | Anouk Purnelle-Faniel |
| 28.01.2017 | Seiser Alm | Sarah Höfflin | Coline Ballet-Baz | Caroline Claire       |
| 05.02.2017 | Mammoth    | Maggie Voisin | Mathilde Gremaud  | Johanne Killi         |
| 12.02.2017 | Québec     | Johanne Killi | Sarah Höfflin     | Giulia Tanno          |
| 04.03.2017 | Silvaplana | Isabel Atkin  | Emma Dahlström    | Mathilde Gremaud      |

#### Big Air
| Datum      | Ort             | 1. Platz         | 2. Platz         | 3. Platz        |
| ---------- | --------------- | ---------------- | ---------------- | --------------- |
| 03.09.2016 | El Colorado     | Emma Dahlström   | Giulia Tanno     | Melanie Kraizel |
| 11.11.2016 | Mailand         | Lisa Zimmermann  | Mathilde Gremaud | Emma Dahlström  |
| 02.12.2016 | Mönchengladbach | Silvia Bertagna  | Emma Dahlström   | Lisa Zimmermann |
| 11.02.2017 | Québec          | Mathilde Gremaud | Giulia Tanno     | Sarah Höfflin   |
| 25.03.2017 | Voss            | Emma Dahlström   | Silvia Bertagna  | Tora Johansen   |
| 26.03.2017 | Voss            | Emma Dahlström   | Silvia Bertagna  | Kea Kühnel      |

## Nationencup
| Rang | Land                | Punkte |
| ---- | ------------------- | ------ |
| 01   | Kanada              | 7697   |
| 02   | Frankreich          | 5757   |
| 03   | Vereinigte Staaten  | 5300   |
| 04   | Schweiz             | 4865   |
| 05   | Australien          | 3517   |
| 06   | Schweden            | 3330   |
| 07   | Russland            | 2535   |
| 08   | Deutschland         | 2464   |
| 09   | Norwegen            | 2170   |
| 10   | Volksrepublik China | 1759   |